# Seignelay
|  | Per a altres significats, vegeu «Cantó de Seignelay». |

Seignelay és un municipi francès, al departament del Yonne i a la regió de Borgonya - Franc Comtat. L'any 2007 tenia 1.583 habitants.

## Ús dels sol

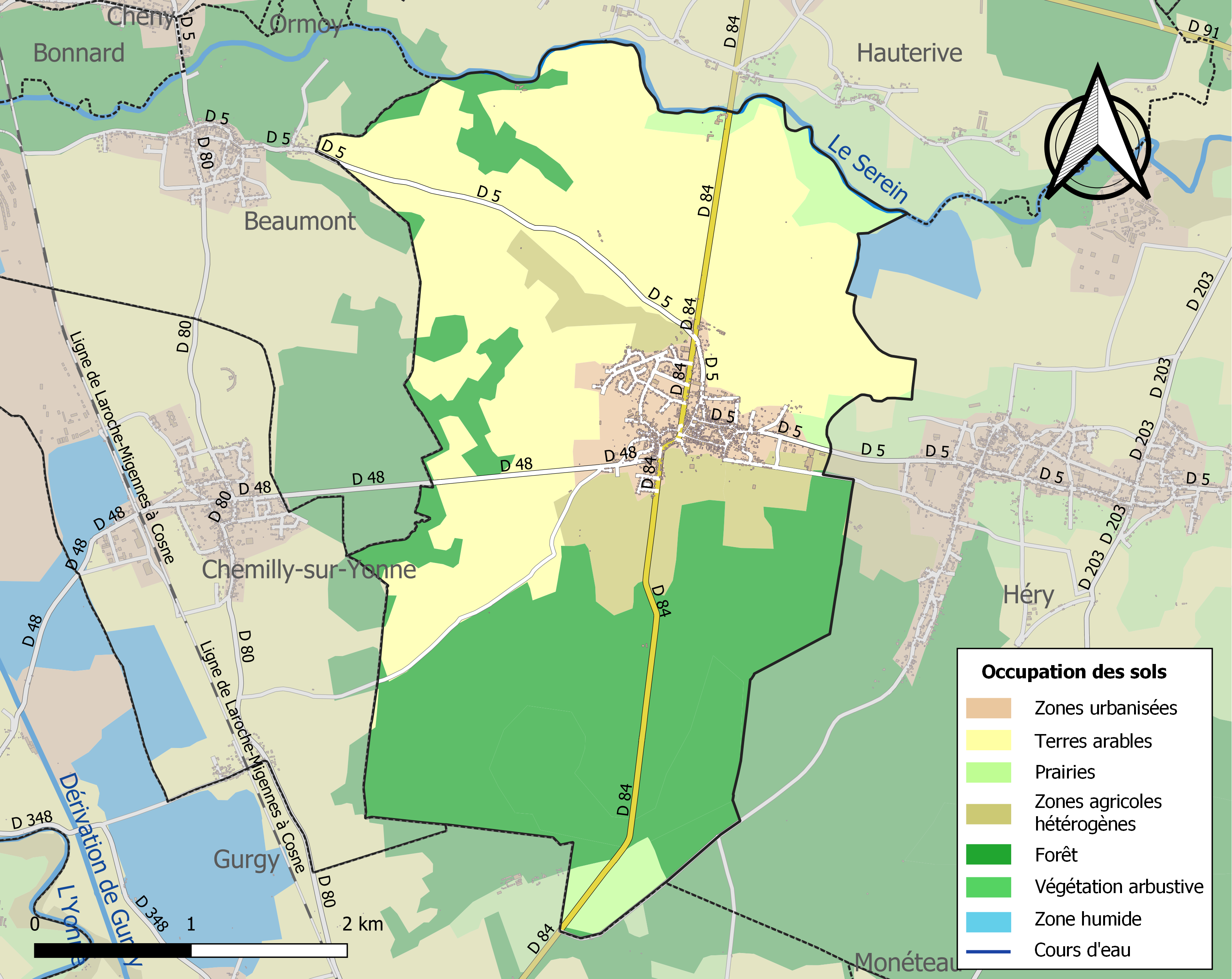
Mapa d'infraestructures i usos del sòl del municipi l'any 2018 (CLC).

Seignelay és un municipi rural, car és un dels municipis de densitat baixa o molt baixa, en el sentit de la quadrícula de densitat municipal de l'INSEE.Nota 1,3,4,5.
A més, el municipi forma part de l'àrea d'atracció d'Auxerre, de la qual és un municipi de la corona.Aquesta àrea, que inclou 104 municipis, es classifica en àrees de 50.000 a menys de 200.000 habitants.
La cobertura del sòl del municipi, tal com es desprèn de la base de dades biofísica europea de cobertures del sòl CORINE Land Cover (CLC), està marcada per la importància del sòl agrícola (56,6% el 2018), encara que per sota del 1990 (58,7%). La distribució detallada l'any 2018 és la següent: terres de conreu (43,7%), boscos (37,2%), zones agrícoles heterogènies (8,2%), zones urbanitzades (6,1%), prats (4,7%).
L'IGN també ofereix una eina en línia per comparar l'evolució en el temps de l'ús del sòl al municipi (o territoris a diferents escales). S'hi poden accedir en forma de mapes o fotografies aèries diverses èpoques: la Carta Cassini (segle xviii), la carta d'état-major (1820-1866) i el període actual (des del 1950 a avui dia).

## Demografia

### Població
El 2007 la població de fet de Seignelay era de 1.583 persones. Hi havia 660 famílies, de les quals 192 eren unipersonals (84 homes vivint sols i 108 dones vivint soles), 192 parelles sense fills, 228 parelles amb fills i 48 famílies monoparentals amb fills.
La població ha evolucionat segons el següent gràfic:

### Habitatges
El 2007 hi havia 771 habitatges, 672 eren l'habitatge principal de la família, 45 eren segones residències i 54 estaven desocupats. 658 eren cases i 109 eren apartaments. Dels 672 habitatges principals, 477 estaven ocupats pels seus propietaris, 171 estaven llogats i ocupats pels llogaters i 24 estaven cedits a títol gratuït; 11 tenien una cambra, 56 en tenien dues, 146 en tenien tres, 184 en tenien quatre i 275 en tenien cinc o més. 396 habitatges disposaven pel capbaix d'una plaça de pàrquing. A 303 habitatges hi havia un automòbil i a 292 n'hi havia dos o més.

### Piràmide de població
La piràmide de població per edats i sexe el 2009 era:
| Homes | Edats   | Dones |
| ----- | ------- | ----- |
| 0     | 95 o +  | 0     |
| 8     | 90 a 94 | 12    |
| 4     | 85 a 89 | 12    |
| 12    | 80 a 84 | 12    |
| 28    | 75 a 79 | 24    |
| 16    | 70 a 74 | 40    |
| 36    | 65 a 69 | 40    |
| 24    | 60 a 64 | 24    |
| 40    | 55 a 59 | 48    |
| 56    | 50 a 54 | 60    |
| 40    | 45 a 49 | 36    |
| 68    | 40 a 44 | 72    |
| 72    | 35 a 39 | 56    |
| 64    | 30 a 34 | 68    |
| 64    | 25 a 29 | 56    |
| 44    | 20 a 24 | 12    |
| 36    | 15 a 19 | 36    |
| 48    | 10 a 14 | 44    |
| 48    | 5 a 9   | 72    |
| 44    | 0 a 4   | 48    |

## Economia
El 2007 la població en edat de treballar era de 1.016 persones, 769 eren actives i 247 eren inactives. De les 769 persones actives 722 estaven ocupades (368 homes i 354 dones) i 47 estaven aturades (19 homes i 28 dones). De les 247 persones inactives 117 estaven jubilades, 75 estaven estudiant i 55 estaven classificades com a «altres inactius».

### Ingressos
El 2009 a Seignelay hi havia 675 unitats fiscals que integraven 1.601,5 persones, la mediana anual d'ingressos fiscals per persona era de 18.883 €.

### Activitats econòmiques
Dels 65 establiments que hi havia el 2007, 3 eren d'empreses extractives, 2 d'empreses alimentàries, 4 d'empreses de fabricació d'altres productes industrials, 11 d'empreses de construcció, 11 d'empreses de comerç i reparació d'automòbils, 3 d'empreses de transport, 3 d'empreses d'hostatgeria i restauració, 3 d'empreses financeres, 2 d'empreses immobiliàries, 5 d'empreses de serveis, 14 d'entitats de l'administració pública i 4 d'empreses classificades com a «altres activitats de serveis».
Dels 22 establiments de servei als particulars que hi havia el 2009, 1 era una gendarmeria, 1 oficina de correu, 2 oficines bancàries, 2 tallers de reparació d'automòbils i de material agrícola, 1 autoescola, 1 paleta, 1 guixaire pintor, 4 fusteries, 1 lampisteria, 2 electricistes, 1 empresa de construcció, 2 perruqueries, 2 agències immobiliàries i 1 tintoreria.
Dels 6 establiments comercials que hi havia el 2009, 1 era un hipermercat, 1 una botiga de menys de 120 m², 2 carnisseries, 1 una peixateria i 1 una joieria.
L'any 2000 a Seignelay hi havia 3 explotacions agrícoles que ocupaven un total de 327 hectàrees.

## Equipaments sanitaris i escolars
L'únic equipament sanitari que hi havia el 2009 era una farmàcia.
El 2009 hi havia 1 escola maternal i 1 escola elemental.

## Poblacions properes
El següent diagrama mostra les poblacions més properes.